# Arden, Danmark
Arden är en tätort i Mariagerfjords kommun i Region Nordjylland i Danmark. Tätorten har 2 610 invånare (2024). Den ligger på Jylland, cirka 15 kilometer norr om Hobro. Arden var centralort i Ardens kommun fram till kommunreformen 2007.
Arden är ett stationssamhälle vid Østjyske længdebane, och uppstod kring hållplatsen Hesselholt. Först senare fick samhället namnet Arden. Skogarna norr om staden, däribland Danmarks största sammanhängande skog Rold Skov, har lett till att träindustrin traditionellt har varit viktig för stadens näringsliv. Arden har två kyrkor, Ardens kyrka inne i stationssamhället och Stora Ardens kyrka en bit utanför.